# Неньга (приток Ёмбы)
Неньга (Веньга) — река в России, протекает в Сямженском и Вожегодском районах Вологодской области. Устье реки находится в 22 км по левому берегу реки Ёмба. Длина реки составляет 30 км.
Неньга берёт исток в болотах близ покинутых деревень Сямженского района Закурья и Манылово в 10 км к юго-западу от деревни Мишутинская. Через несколько километров втекает на территорию Вожегодского района. Генеральное направление течения — север, русло крайне извилистое. Крупнейший приток — Чёрная (правый).
В верхнем течении река течёт по заболоченному лесу, в нижнем течении на левом берегу реки несколько деревень сельского поселения Мишутинское: Тимонинская, Глазуновская, Лощинская, Матвеевская и Ивонинская. Неньга впадает в Ёмбу километром выше центра сельского поселения — Мишутинского.

## Данные водного реестра
По данным государственного водного реестра России относится к Двинско-Печорскому бассейновому округу, водохозяйственный участок реки — озеро Кубенское и реки Сухона от истока до Кубенского гидроузла, речной подбассейн реки — Сухона. Речной бассейн реки — Северная Двина.
По данным геоинформационной системы водохозяйственного районирования территории РФ, подготовленной Федеральным агентством водных ресурсов:
- Код водного объекта в государственном водном реестре — 03020100112103000005504
- Код по гидрологической изученности (ГИ) — 103000550
- Код бассейна — 03.02.01.001
- Номер тома по ГИ — 03
- Выпуск по ГИ — 0